# Candries
Candries est un hameau belge de l'ancienne commune de Marcq, situé dans la commune d'Enghien.

## Les hameaux de Marcq
Marcq, village bilingue de Belgique, a (avait) de nombreux lieux-dits distincts soit hameaux, soit "sections" communales officielles. Ces appellations restèrent vivaces jusqu'après la Seconde Guerre mondiale.
Officiellement pour la commune, on trouve les sections suivantes citées dans les registres civils : Pavé, Candries, Place de Marcq, l'Enfer, porte de Hoves, Himbecq…
tandis que pour les habitants, les Marquois, il est (était) coutume de parler d'un certain nombre de lieux-dits : Konaïnenbosch, Candries, d'Elle (= de Hel, l'enfer) de Ruût (le rouge), la Croisette, le Bois-Blanc, de Vranske Ligne (= de Franse Lijn, route entre la place de Marcq et "le" petit France - Kleine Vranckrijck, ancienne ligne de retrait des troupes françaises lors de la bataille de Steenkerque), Labliau, Humbeke (= Himbecq), etc. 
Un opuscule local des années 40 reprend une liste exhaustive des lieux-dits, en alternance relative français-flamand : Candries, Cortemberg, Cortenbroek, Croisette, Culot des Trippes, Culot du Bois, Enfer, Horlebecq, Humbeek, Labliau, Lekkernaije, Le Roo, Milts, Mitron, Paquet, Rouge, Terpape, Trippes.
Les habitants eux-mêmes se désignaient entre eux par des surnoms (en flamand local = ne spot un surnom) : par exemple les Vanliefferinghen étaient surnommés de Pirre  (= les Grands ou les 'Pierre' car beaucoup se prénommaient Pierre dans cette lignée) pour les distinguer des Vanlieferinghen avec un F appelés quant à eux de Pisjotte (allusion aux Beddepissers ? surnoms des habitants du village de Lieferinge ?) et ne savaient déjà plus qu'ils étaient apparentés les uns aux autres, les Yernault de Candries (descendants de Nicolas Yernault) étaient appelés les van de Barriel, etc.

## Candries
Au lieu-dit Candries, il y avait une ferme en torchis au toit de chaume et au sol en terre battue, située sur les hauteurs de la commune de Marcq-lez-Enghien ( Mark) vers Bassily ( Zillik). Ces bâtiments ont été rasés au début des années 1970. Ils servaient à l'époque de remise et de grange et n'étaient plus habités. Ils étaient le témoignage d'une chaumière du XVIe siècle telle qu'il devait y en avoir beaucoup dans les campagnes. Elle avait échappé à la destruction jusque-là. Ils étaient construits sur un lieu-dit appelé  'Petit France' (sic) comme le hameau homonyme de Viane. Était-ce une réminiscence de ce village de Viane par où étaient passé les Vanliefferinghen ? Certains en effet à Marcq, appelaient l'endroit d'un autre nom à savoir bâ de Strieper (= le Tanneur) d'après la profession d'un ancien propriétaire ou même "bâ Olga" du nom de sa femme. 
Au cadastre, l'habitation et l'endroit sont repris sous la dénomination de "Vrankrijck". 
La drève qui menait vers la maison s'appelait La cache à Tabac, traversait la prairie pour rejoindre un sentier perpendiculaire au chemin de la Croisette, aboutissait sur la place de Labliau et traversait un lieu que les Marcquois appelaient Les Briquebos (Brikkebosch ?).
Candries est le nom qui remplace celui de Marcq sur les cartes aériennes de la NASA (cf. NASA  World Wing 1.3.1.1 : worldwing.arc.nasa.gov)